# Bechet, Olt
Bechet este un sat în comuna Bobicești din județul Olt, Oltenia, România. Se află în partea de vest a județului, la contactul dintre Câmpia Romanaților și Podișul Oltețului.